# Björka fälads naturreservat
Björka fälads naturreservat är ett kommunalt naturreservat i Helsingborgs kommun i Skåne län.
Området är naturskyddat sedan 2024 och är 12 hektar stort. Reservatet ligger i nordöstra utkanten av  Helsingborg och består av två områden med öppen slåtter- och betesmark.